# Jostein Smedbye
Jostein Smedbye (* 9. März 1977) ist ein ehemaliger norwegischer Skispringer.

## Werdegang
Smedbye, der für Raufoss IL startete, gab am 18. Februar 1995 beim Skifliegen in Vikersund sein Debüt im Skisprung-Weltcup. Dabei gewann er mit Platz 26 seine ersten und einzigen fünf Weltcup-Punkte und lag so am Ende der Weltcup-Saison 1994/95 auf dem 89. Platz in der Weltcup-Gesamtwertung. In der Skiflug-Wertung belegte er Platz 41. Nachdem er zum Start der folgenden Saison in Lillehammer nur auf den 49. Platz sprang, wurde er in den Skisprung-Continental-Cup versetzt und sprang dort bis 2002. In seiner ersten Saison 1995/96 erreichte er mit 14 Punkten jedoch nur Platz 127 der Gesamtwertung. Nachdem er in der folgenden Saison gar nicht in die Wertung sprang, wurde er 1996/97 erneut 127. In der Saison 1999/2000 gelang ihm mit 178 Punkten der 71. Platz und somit die höchste Platzierung in der Continental-Cup-Gesamtwertung. Nach zwei weiteren Jahren am Ende des Feldes beendete er 2002 seine aktive Skisprungkarriere.